# ラビ (聖剣伝説)
ラビ（Rabi）は、スクウェア（現スクウェア・エニックス）から発売されたコンピュータゲームソフト『聖剣伝説』シリーズに登場する架空の種族およびキャラクターである。

## 特徴
『聖剣伝説』シリーズでは主に（ザコ）モンスターとして各作品に毎回出演している。
丸い胴体に丸々の尾にウサギの耳、つぶらな瞳、出っ歯の口が特徴で、各攻略本などではウサギ型モンスターと表記されていたり、『聖剣伝説 FRIENDS of MANA』では実際に戦利品として「ウサギの皮」を手に入れることができる所から、ウサギ型の生物と判別できる。
正確な体長は不明だが、ドット表示の場合プレイヤーの1/3程度の大きさ（GB版『聖剣伝説』のみ同じ大きさ）で描かれており、3D表示の『聖剣伝説4』においては人間の1/4程度の大きさとなっている。
イラストでは『聖剣伝説 LEGEND OF MANA ULTIMANIA』表紙でラビを枕代わりにしている女主人公の対比から大体1/3前後と思われる。
体毛は黄色、尾部と耳の内側は桃色、瞳の色は緑となっている。ただしこれは普通のラビのもので亜種のラビは違う色になっている。
攻撃は主に飛び跳ねる、回って飛ぶ、噛み付くなど、シリーズごとに独自の攻撃や行動も行う。
『聖剣伝説2』と『聖剣伝説3』では、倒したときのエフェクトがただの爆発（他の獣系は白骨が崩れる演出になっている）のため一説では「ラビは骨格がない」と推測されるケースもあるが、『新約 聖剣伝説』では他の獣系と同様、白骨が飛び散る演出となっている。
マスコットキャラとしての人気もあり、各作品の予約特典や限定版などでグッズ化されている。

## 各作品での活躍
聖剣伝説 〜ファイナルファンタジー外伝〜
最初のトップル周辺から滝の小屋あたりに出没、攻撃は飛び跳ねるのみだがその飛距離は驚異的で縦横無尽に動き回るため攻撃が当てづらい。モバイル版ではスピードも若干早くなり、サイズも主人公のヒーローより小さくなったためより強い印象がある。
聖剣伝説2
聖剣を抜いた直後のポトス村までの道や、ポトス村-パンドーラ-水の神殿間と前半の舞台に広く出現。主人公のランディが驚いていたところから一般人には脅威となっているようだ。カラーになり動きも細かくなりラビとしてのアニメーションはこの時点でほぼ完成している。
聖剣伝説3
『聖剣伝説2』とほぼ同じ特徴を持つ。ジャド-アストリア間のラビの森で出現。昼夜の変化が加わった本作では夜間は眠っているという設定が付加された。
聖剣伝説 LEGEND OF MANA
本作ではペット（味方）の場合とモンスター（敵）の場合とでカラーが異なる。ペットの場合はいつものカラーで、モンスターの場合は白形のカラーリングになっている。本作では凝視攻撃を持つ。ペットとしてはペットが使えるようになるイベントで自動的に入手できる（ただしとあるシリーズのデータがあると別のモンスターになる）それ以降は獣系ヒナから登場。またロード画面において様々なカラーリングのラビを見ることができる。アニメでは1話のみシャイロのペットとして登場。
新約 聖剣伝説
トップル周辺に出没、嗅覚でこちらを感知する。基本的に噛み付きと回転攻撃で攻撃してくるが、低確率で「スーパーラビ」というパワーアップ状態になるときがある。また本作では各モンスターごとの撃破数が1000体を超えると能力が飛躍的に跳ね上がる「ブラック化」となり、ブラック化するとラビといえども強敵となる。
聖剣伝説DS CHILDREN of MANA
本シナリオのマナの塔で出現。攻撃方法は他の作品と変わらないが、一度に現れる数が非常に多くなっている。
聖剣伝説 FRIENDS of MANA
獣系のモンスターで収穫のスキルを持つ。敵の場合は戦利品として獣肉やウサギの皮を手に入れることができる。
聖剣伝説4
モンスターとしてはイルージャ系に分類される。敵としては第一章で登場、それほど強くはないがメダルを多く獲得できるようMONOなどをぶつけてパニック状態にさせてから攻撃したい。
聖剣伝説 HEROES of MANA
ロジェ側収集MOBとして登場。地上移動で戦闘能力が低いがトレントの実なしで召喚できるのが強み。資源採集のため重要な存在。
聖剣伝説 RISE of MANA
敵モンスター及び魔ペット（味方）として登場。

## ラビの亜種
ラビリオン
『聖剣2』、『3』、『新約』、『COM』、『ROM』で登場。桃色の体毛で尾が黄色とラビとは正反対のカラーリング（『新約』では桃色部分が濃い）。『聖剣2』では攻撃魔法も使用する。『聖剣ROM』ではラビから進化する。
キングラビ
『聖剣3』、『ROM』で登場。白い体毛で尾は銀色。聖剣3では特殊攻撃として小さいラビを大量に降らせる「ラビラビ雨あられ」を持つ。
グレートラビ
『聖剣3』、『ROM』で登場。緑形のカラーリング。『聖剣3』では特殊攻撃として巨大化して対象を押しつぶす攻撃を行う。『聖剣ROM』ではキングラビから進化する。
ラビオロス
『聖剣ROM』で登場。赤い体毛で尾はピンク。『聖剣ROM』ではグレートラビから進化する。
ブラックラビ
『聖剣3』、『新約』、『HOM』、『ROM』で登場。名前の通り黒いカラーリング。見た目こそラビだがその戦闘能力はラスボス以上。凶悪な特殊攻撃も仕掛けてくる。『聖剣3』ではドラゴンズホールで、『聖剣HOM』ではとあるサブシナリオで条件を満たした場合に出現する。
スノーラビ
『新約』、『COM』で登場。白い体毛で尾は黄色。名前の通り寒冷地帯に出現する。
タナトスラビ
『聖剣4』で登場。滅びのこだまに侵食され妖魔化したラビ。タナトス系に分類される。紫の体毛にタナトス特有の模様が出現、不気味な光を放つ黒い瞳を持つ。戦闘能力もラビを遥かに上回る。
ミリオンラビ
『聖剣ROM』で登場。全身が黄金色で、頭上に常に「100万」という文字が浮かんでいる。『聖剣ROM』の100万ダウンロードを記念してプレイヤーに配布された。能力は低くレベルアップも出来ないが、売却値が100万ルク、合成経験値が10万と通常よりかなり高く設定されている。
R・A・B・I
『サガ フロンティア』で登場。姿は『聖剣伝説』シリーズのラビとよく似ている。

## キャラクターとしてのラビ
ラビ（漫画版『LOM』）
第1話から登場。主人公トトの親友（マブ）、ペット兼非常食としてトトの冒険に同行している。
第3話で干からびたサボテン君に泣いているトトを笑ったあたりから徐々に黒い一面を見せ始め、その度に縛られて宙ぶらりんにされる。
第6話のティアマット戦で行方不明になるが第8話冒頭でボイド警部が落し物としてマイホームへ届けてきた。第11話でトトたちに合流したレディパールが財布と間違えて持ってきて参加。その後聖剣の錆取りの旅に同行し第20話でワッツの鍛冶屋に残る形で登場しなくなるが第33話（最終話）ではいつの間にかマイホームに戻っていたらしく録画予約したビデオテープを台無しにしてトトに追いかけられていた。
ラビ（小説版『LOM』）
第三章（ゲームでは珠魅編に相当）で登場。主人公が第二章(ゲームではドラグーン編に相当)と第三章の間にペットとして連れ出している。
らびりん
『聖剣伝説 FRIENDS of MANA』で登場。主人公の最初のペットモンスターで性別は雄、老体。本編前から主人公のパートナーとして旅をしていた、オープニングイベントの終盤で寿命が来てしまい生涯を終えた。
フローラ
『聖剣伝説 FRIENDS of MANA』で登場。主人公の先輩楽師のアリアのパートナー。カラーリングが異なり、性別は雌でらびりんは一目ぼれしていた。らびりんの死後、新たなパートナーを持つことに否定的だった主人公に新たなパートナーを持たせるようになるきっかけを作った。
プック
『聖剣伝説4』で登場。リチアのペットとして登場まだ幼いのか他のラビより小さい。脱走癖があり、序章では逃げ出したプックをエルディが捕まえる形で進行する。
ラストでは意外な形でストーリーに関わる事となる。